# Jezabel (película de 1938)
Jezebel (en España, Jezabel; en Argentina, Jezabel la tempestuosa) es una película estadounidense de 1938, dirigida por William Wyler y protagonizada por Bette Davis, Henry Fonda, George Brent, Margaret Lindsay, Donald Crisp, Richard Cromwell y Fay Bainter. El guion adapta la novela homónima escrita en 1933 por Owen Davis Sr. (1874-1956).
La película fue ganadora de dos Oscar 1939: los correspondientes a la mejor actriz principal (Bette Davis) y a la mejor actriz secundaria (Fay Bainter), y fue candidata a otros tres.
William Wyler recibió un premio del Festival Internacional de Cine de Venecia «por su amplia contribución artística».

## Argumento

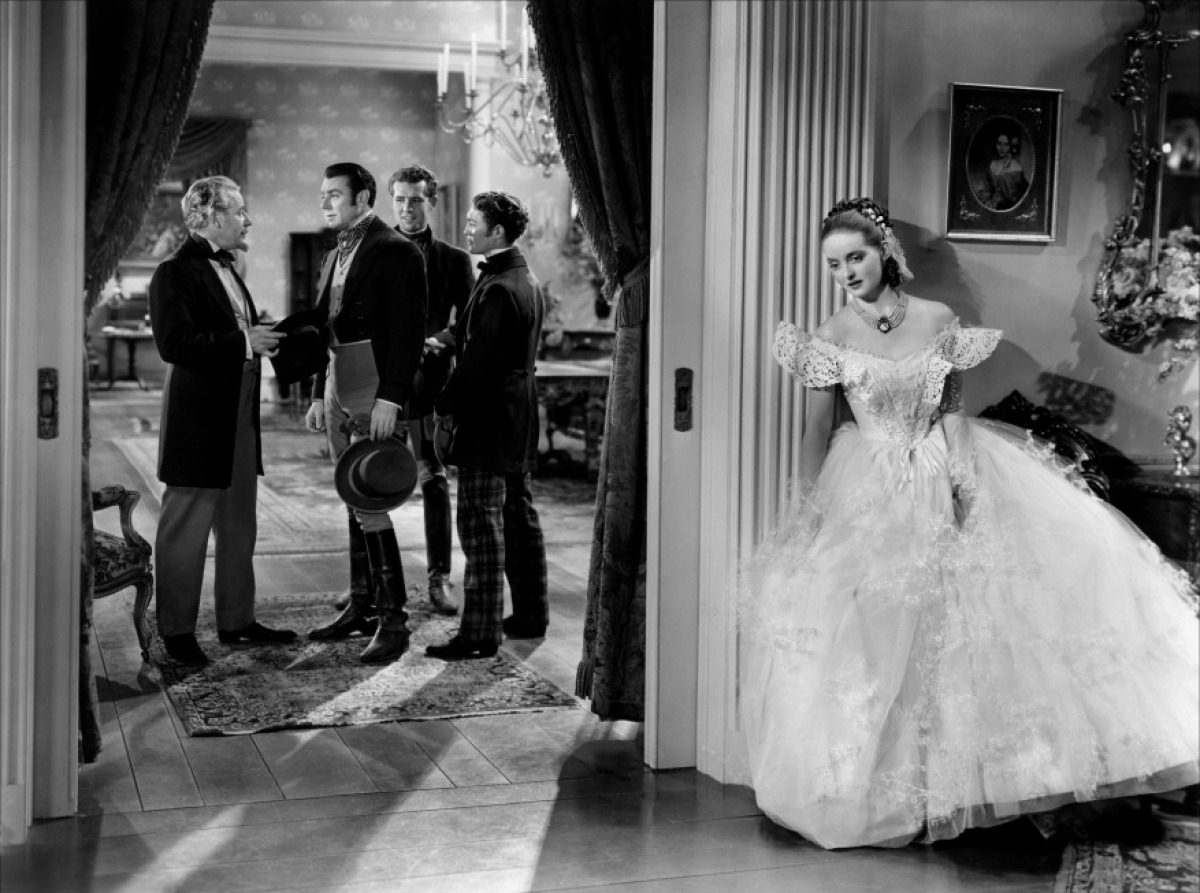
George Brent y Bette Davis en Jezebel.

Durante el período previo a la Guerra de Secesión, la bella, impulsiva y temperamental sureña Julie Marsden (Bette Davis) hace una entrada memorable en el Gran Baile de Debutantes del Olympus. En una época en la que se esperaba que las jóvenes solteras vistieran de blanco impoluto, ella insiste tercamente en llevar un inadecuado, pecaminoso e incendiario vestido rojo. Su propósito es despertar los celos de su prometido, el banquero Preston Dillard (Henry Fonda), pero lo único que consigue es destruir sus oportunidades con él.
Su tía Belle Bogardus (Fay Bainter), le dice que es una loca, a lo que ella replica, llena de confianza: «No tan loca. Él volverá». Pero Preston se va al Norte y termina casándose con otra, sin que Julie lo sepa.
Tres años después, Preston vuelve, y una determinada y arrepentida Julie se disculpa humildemente ante Preston, rendida y arrodillada, rogando su perdón, vistiendo esta vez un vestido blanco, pidiéndole que la ame como ella le ama. Amy (Margaret Lindsay), la esposa de Preston entra en la habitación para ser presentada. Naturalmente, Preston rechaza a Julie.
Julie despechada, provoca un duelo entre Buck Cantrell (George Brent), un antiguo admirador suyo, y el hermano menor de Preston, Ted (Richard Cromwell), que acaba matando a Buck. Después de este lance, todos los conocidos de Julie, empiezan a ignorarla, le hacen el vacío y la desprecian.
Logra redimirse sirviendo heroicamente durante una epidemia de fiebre amarilla, convenciendo a Amy para que le permita cuidar a su marido Preston, que ha contraído la enfermedad y que ha sido confinado a una isla, donde todos los enfermos son puestos en cuarentena y abandonados a su suerte.

## Elenco
- Bette Davis ... Julie Marsden
- Henry Fonda ... Preston Dillard
- George Brent ... Buck Cantrell
- Donald Crisp ... Dr. Livingstone
- Fay Bainter ... Tía Belle Massey
- Margaret Lindsay ... Amy Bradford Dillard
- Richard Cromwell ... Ted Dillard
- Henry O'Neill ... General Theopholus Bogardus
- Spring Byington ... Sra. Kendrick
- John Litel ... Jean La Cour
- Gordon Oliver ... Dick Allen
- Janet Shaw ... Molly Allen
- Theresa Harris ... Zette

## Premios y nominaciones
Premios Óscar
| Premio                            | Nominación                                       | Resultado |
| --------------------------------- | ------------------------------------------------ | --------- |
| Mejor película                    | Hal B. Wallis y Henry Blanke (para Warner Bros.) | Nominada  |
| Mejor actriz                      | Bette Davis                                      | Ganadora  |
| Mejor actriz de reparto           | Fay Bainter                                      | Ganadora  |
| Mejor fotografía (Blanco y negro) | Ernest Haller                                    | Nominado  |
| Banda sonora (Orquestación)       | Max Steiner                                      | Nominado  |

National Board of Review
| Año  | Reconocimiento                | Resultado |
| ---- | ----------------------------- | --------- |
| 1938 | Diez películas más destacadas | Incluida  |